# Diversidad sexual en Letonia
Las personas del colectivo LGBT+ en Letonia se enfrentan a ciertos desafíos legales y sociales no experimentados por otros residentes. Las relaciones sexuales consensuales entre personas del mismo sexo fueron despenalizadas en 1992; sin embargo, la diversidad sexual aún es un tema tabú en la sociedad letona, la cual es mayormente conservadora. Por lo tanto, las personas LGBT+ aun sufren discriminación, persecución y violencia en Letonia. La democratización del país ha permitido establecer organizaciones y comercios LGBT. Sin embargo, el bajo nivel de tolerancia ha llegado a producir altercados violentos en los últimos años.

## Legislación y derechos

### Despenalización de la homosexualidad
Tras la disolución de la Unión Soviética, la Ley Penal de Letonia suprimió sus disposiciones punitivas en virtud del párrafo 124(1), despenalizando así las relaciones sexuales consensuales entre personas del mismo sexo en 1992. La edad de consentimiento sexual en Letonia es de 16 años, sin importar la orientación sexual.

### Reconocimiento de las parejas del mismo sexo
No existe ningún tipo de reconocimiento hacia las parejas formadas por personas del mismo sexo en forma de matrimonio o de unión civil en Letonia, por ende, el Estado letón tampoco reconoce a la familia homoparental. En Letonia está prohibido constitucionalmente el matrimonio entre personas del mismo sexo desde 2006, y es improbable que se modifique la constitución en los próximos años para que así se pueda aprobar un proyecto de ley el cual pueda permitir que las parejas del mismo sexo tengan el mismo derecho que las parejas heterosexuales a acceder a las uniones civiles o al matrimonio.
Sin embargo, desde el año 2018 se reconocen los matrimonios entre personas del mismo sexo celebrados en otros países miembros de la Unión Europea, con fines de residencia, ya que tras el caso Coman-Hamilton, emitido por el Tribunal de Justicia de la Unión Europea, Letonia le concedido derechos de residencia a una pareja del mismo sexo casada en Portugal.

### Leyes y medidas antidiscriminación

#### Protección laboral
Desde el año 2006, el estado de Letonia cuenta con medidas legales las cuales prohíben la discriminación por motivos de orientación sexual en el ámbito laboral. Sin embargo, las medidas legales existentes son limitadas, ya que solo prohíben la discriminación por motivos de orientación sexual, y no se extienden hasta la identidad y expresión de género.
Ley del trabajo: Los párrafos 1 y 2 del artículo 7 de la Ley del trabajo del 2002, enmendada en 2006, establecen el derecho al trabajo, a un entorno laboral justo, seguro y saludable, así como a un salario justo sin ninguna discriminación directa o indirecta, por motivos de la orientación sexual. Esta ley no otorga protección contra la discriminación por motivos de identidad o expresión de género.
Los párrafos 1 y 2 del artículo 7 de la Ley del trabajo expresan lo siguiente:

Artículo 7.- Principio de igualdad de derechos:

(1) Todos tienen igual derecho al trabajo, a condiciones de trabajo justas y satisfactorias, y a igual salario por trabajo.

(2) Los derechos previstos en el Párrafo uno de esta Sección se garantizarán sin ninguna discriminación directa o indirecta, independientemente de la raza, el color, el sexo, la edad, la discapacidad, las creencias religiosas, políticas o de otro tipo, el origen nacional o social, la propiedad de una persona. o estado familiar, orientación sexual u otras circunstancias.
Ley del trabajo

Ley de prohibición de la discriminación de las personas físicas que realizan actividades económicas: El artículo 2(1) de esta ley emitida en 2013, especifica que la orientación sexual es un motivo protegido de discriminación para los ejecutantes independientes de actividades económicas. Esta ley no otorga protección contra la discriminación por motivos de identidad o expresión de género.
El artículo 2(1) de la Ley de prohibición de la discriminación de las personas físicas que realizan actividades económicas expresa lo siguiente:

Artículo 2(1) Trato diferenciado de los participantes en una transacción legal por motivos de sexo, edad, creencias religiosas, políticas o de otro tipo, orientación sexual, discapacidad, origen racial o étnico con respecto al acceso a actividades económicas, acceso a bienes y servicios, suministro de bienes y la prestación de servicios estarán prohibidas.

### Leyes y medidas restrictivas

#### Restricciones a la libertad de expresión
En 2013, fracasó la promulgación de una ley de propaganda que tenía por objeto prohibir a "los niños como participantes o como espectadores de eventos destinados a la divulgación y publicidad de las relaciones sexuales y matrimoniales entre personas del mismo sexo,” considerando esto como una forma de promoción de las relaciones LGBT+.
Por otra parte, el Parlamento letón aprobó con éxito las enmiendas a la Ley de Educación en 2015, que obliga a las instituciones educativas a impartir a los estudiantes una educación "moral" que refleje los valores constitucionales, especialmente en lo que respecta al matrimonio y la familia.